# Тимофеев, Александр Егорович
Александр Егорович Тимофеев (1911, Владимирская губерния, Российская империя — ?) — советский резьбошлифовщик, Герой Социалистического Труда.

## Биография
Родился в 1911 году во Владимирской губернии Российской империи (ныне — Владимирской области Российской Федерации). По национальности — русский.
30 апреля 1932 года был запущен Московский завод режущих инструментов «Фрезер» имени М. И. Калинина (ныне на его базе создана научно-производственная фирма «Фрезер»), вскоре после чего Тимофеев поступил на него работать. Был активным участником стахановского движения.
Ушёл на фронт в составе народного ополчения. В период Великой Отечественной войны участвовал в битвах за Москву и за Ленинград.
Был отозван с фронта до окончания войны. Вернулся на завод «Фрезер», где работал более двадцати лет. После выхода на пенсию переехал в Подмосковье. Дата кончины не установлена.

## Награды
- Медаль «За оборону Ленинграда» (22 декабря 1942 года)[1];
- Медаль «За оборону Москвы» (1 мая 1944 года)[1];
- Звание «Герой Социалистического Труда» с вручением медали «Серп и Молот» и ордена Ленина (8 августа 1966 года)[1]:

"…За выдающиеся трудовые успехи, достигнутые в выполнении заданий семилетнего плана по развитию машиностроения, Тимофееву Александру Егоровичу присвоено звание Героя Социалистического Труда с вручением ордена Ленина и медали «Серп и Молот…». —

из Указа Президиума Верховного Совета Союза Советских Социалистических Республик от 8 августа 1966 года.